# Politische Immunität
Als politische Immunität bezeichnet man den Schutz eines politischen Mandats- oder Amtsträgers vor Strafverfolgung aufgrund seines Mandates bzw. Amtes. Die Immunität betrifft vor allem
- Abgeordnete gesetzgebender Körperschaften, deren parlamentarische Immunität in den meisten Staaten durch die Verfassung geregelt ist, sowie
- Staatsoberhäupter und teilweise Mitglieder von Regierungen.

## Geschichtliche Aspekte und Kritik
Die parlamentarische Immunität wurde seit Mitte des 19. Jahrhunderts zu einem Rechtsgut, das vor allem zwei Zwecken dienen sollte:
1. Die sich herausbildende Legislative vor möglicher Willkür der damals noch monarchischen Exekutive zu schützen (etwa vor erfundenen Anklagen und Festnahmen, die es beispielsweise im 19. Jahrhundert vor wichtigen Abstimmungen gab).
2. Die Freiheit der Meinungsäußerung (Redefreiheit) besonders für gewählte Volksvertreter zu garantieren, da diese den Interessen ihrer Wählerschaft verpflichtet sind.

Die Immunität wird vielfach kritisiert, wenn sie Machtinteressen dient; in manchen Staaten wurde sie deshalb eingeschränkt – beispielsweise 2003 in Italien. In bestimmten Fällen kann sie vom jeweiligen Parlament aufgehoben werden. Der Landtag NRW diskutierte 2014 die Abschaffung der Immunität von Abgeordneten in Nordrhein-Westfalen.

## Immunität von Abgeordneten
In vielen Staaten besitzen nicht nur die Abgeordneten des Bundes, sondern auch die von Bundesländern oder Regionen Immunität, etwa die Abgeordneten der Landtage in Österreich und Deutschland oder der Kantonsparlamente in der Schweiz. Mit der Immunität ist oft das Recht zur Zeugnisverweigerung verbunden. 
Die Immunität verliert ein Abgeordneter mit Ablauf seines Mandats, seiner Amtszeit oder durch Parlamentsbeschluss und unterliegt daraufhin der normalen Gerichtsbarkeit. Dieser Vorgang kann je nach Staat unterschiedlich geregelt sein.

### Deutschland
Abgeordnete des Bundestages  (Art. 46 Abs. 2 GG) und Mitglieder der Bundesversammlung (§ 7 BPräsWG) haben parlamentarische Immunität, die sie vor der Strafverfolgung, jedoch nicht vor zivilrechtlichen Ansprüchen schützen. Auch die Immunität der Landtagsabgeordneten ist bundesweit gültig (§ 152a StPO i. V. m. der jeweiligen Landesverfassung). Die Immunität  soll aber nicht den Abgeordneten selbst vor Strafe (im Gegensatz zur Indemnität) schützen, sondern soll die Arbeitsfähigkeit des Parlaments sicherstellen. Sie kann daher vom jeweiligen Parlament aufgehoben werden.
Der Bundestag hat mit seinem Beschluss „betr. Aufhebung der Immunität von Mitgliedern des Bundestages“ grundsätzlich die Durchführung von Ermittlungsverfahren genehmigt. Der Immunitätsausschuss prüft für konkrete Fälle, ob diese Genehmigung zutrifft oder ob es sich um Verfahren im Zusammenhang mit Beleidigungen politischen Charakters handelt. Gegebenenfalls spricht der Ausschuss eine Empfehlung aus, auf deren Grundlage der Bundestag seine Entscheidung trifft. Der 19. Deutsche Bundestag hat die Immunität in 25 Fällen aufgehoben, der 18. in vier und der 17. in neun Fällen.
Auch die Immunität des Bundespräsidenten (Art. 60 Abs. 4 GG) kann vom Bundestag aufgehoben werden. 
Die Regierungsmitglieder sind als solche nicht immun (oft sind sie aber gleichzeitig Abgeordnete und deshalb immun).

### Österreich
Die Immunität von Abgeordneten zum Nationalrat ist in Art. 57 Bundes-Verfassungsgesetz (B-VG) geregelt. Mitglieder des Bundesrats genießen nach Art. 58 B-VG während der ganzen Dauer ihrer Funktion die Immunität von Mitgliedern des Landtags, der sie entsendet hat. Art. 96 Abs. 1 B-VG besagt, dass die Mitglieder der Landtage die gleiche Immunität wie die Mitglieder des Nationalrats genießen und dass die Bestimmungen des Art. 57 sinngemäß anzuwenden sind.
Nähere Bestimmungen über die Immunität und die Aufhebung derselben sind z. B. in der Geschäftsordnung des Nationalrates oder der Geschäftsordnung des Bundesrates enthalten.

### Schweiz
In der Schweiz gelten ähnliche Regelungen (Art. 162 BV und Art. 16 und Art. 17 ParlG). In neuerer Zeit wurde die Immunität eines Parlamentsmitglieds nur zweimal aufgehoben. Häufiger kommt es allerdings vor (sechs Fälle von 1982–2024), dass eine Strafverfolgung ermöglicht wird, indem die zuständigen Parlamentsorgane einen Zusammenhang zwischen der amtlichen Tätigkeit des Abgeordneten und dem von der Strafverfolgungsbehörde geltend gemachten Straftatbestand nicht anerkennen.

### EU
Auch in Bezug auf die EU bzw. das Europäische Parlament sind diese Aspekte Gegenstand verschiedener Diskussionen. Die Immunität von Europaabgeordneten regelt das „Protokoll über die Vorrechte und Befreiungen der Europäischen Gemeinschaften“. Über die Aufhebung der Immunität entscheidet auf Antrag einer zuständigen Behörde eines Mitgliedstaates das Plenum des Europäischen Parlaments, das sich dabei auf einen Bericht des Rechtsausschusses stützt.

## Staatsoberhäupter und Regierungen
Ein Staatsoberhaupt genießt für Handlungen während seiner Amtszeit aufgrund Völkergewohnheitsrechts Immunität im Ausland. Diese Immunität besteht nach Ablauf der Amtszeit fort. Ausgenommen sind Verbrechen gegen die Menschlichkeit, Völkermord und ähnliche Delikte (siehe Völkerstrafrecht und Internationaler Strafgerichtshof). Zu näheren Einzelheiten siehe den Hauptartikel Diplomatenstatus, Abschnitt Staatsoberhäupter. Die Immunität im Inland ist nicht völkerrechtlich geregelt, sondern bestimmt sich nach den Vorschriften des nationalen Rechts.

### Deutschland
Der Bundespräsident der Bundesrepublik Deutschland genießt demgemäß nach Art. 60 in Verbindung mit Art. 46 Grundgesetz politische Immunität im Inland. Er darf nur dann verfolgt werden, wenn der Bundestag mit Mehrheitsbeschluss entscheidet, die Immunität aufzuheben, Art. 42 Abs. 2 S. 1 Grundgesetz. Zuvor muss die Staatsanwaltschaft beim Präsidenten des Deutschen Bundestages einen entsprechenden Antrag eingereicht haben, der diesen an den Immunitätsausschuss weiterleitet; der Ausschuss gibt dem Bundestag eine Beschlussempfehlung, § 107 Geschäftsordnung des Deutschen Bundestages.
Der deutsche Bundeskanzler und die übrigen Mitglieder der Bundesregierung besitzen hingegen keine Immunität. Sie sind aber zumeist auch Abgeordnete des Bundestages und genießen dann als solche Immunität.

### Österreich
Auch in Österreich genießen Regierungsmitglieder nur Immunität, wenn sie Abgeordnete sind, was aber – anders als in Deutschland – in der Regel nicht der Fall ist. Der Bundespräsident genießt während seiner Amtszeit Immunität vor gerichtlicher und anderer behördlicher Verfolgung.

### Schweiz
Auch die Mitglieder des schweizerischen Bundesrats genießen in einem System ohne eigentliches Staatsoberhaupt gemäß Artikel 162 Bundesverfassung Immunität.

### Vereinigte Staaten
Am 1. Juli 2024 traf der Oberste Gerichtshof der Vereinigten Staaten in dem Fall Trump v. United States die Grundsatzentscheidung, dass US-Präsidenten für absolut bzw. ausnahmslos jede offizielle Amtshandlung lebenslange Immunität genießen.

## Diplomaten und Tätigkeiten im Ausland
Ein Diplomat genießt diplomatische Immunität nach der Wiener Konvention über diplomatische Beziehungen.
Umstritten ist die Immunität von Bürgern im Dienst von UN-Missionen vor Verfolgung durch den Internationalen Strafgerichtshof. Im Juni 2004 haben die USA allerdings einen diesbezüglichen Resolutionsentwurf zurückgezogen.

## Ortsbezogene Immunität
- Kirchenschutz, Campusgelände in einigen Ländern (Griechenland nach 1973[12])

## Immunität von Militärs
In der Türkei genießen der Generalstabschef und die Oberbefehlshaber des Heeres, der Marine und der Luftstreitkräfte absolute Immunität. Weder vor einem zivilen noch vor einem militärischen Gericht kann gegen sie Anklage erhoben werden.